# Aeroport de Nemba
L'Aeroport de Nemba (codi IATA: -, codi OACI: HRYN) és l'aeroport que serveix Nemba, ciutat situada al districte de Bugesera, a la província de l'Est, Ruanda, vora la frontera entre Ruanda i Burundi. Aquesta ubicació es troba aproximadament a 50 km, per avió, al sud-est de l'Aeroport Internacional de Kigali, actualment, el major aeroport del país.
Les coordenades geogràfiques de l'aeroport són:2° 19' 48.00"S, 30° 12' 0.00"E (Latitud:-2.33000; Longitud:30.20000). L'aeroport de Nemba està situat a una altitud d'uns 1495 metres sobre del nivell del mar. L'aeroport disposa d'una única pista sense pavimentar que fa aproximadament 1.100 metres de llarg.

## Informació general
L'aeroport de Nemba és un petit aeroport rural que fa servei a la ciutat de Nemba i comunitats veïnes. És un dels vuit (8) aeroports civils públics sota l'administració de l'Office Rwandais de l'Aviation Civile.